# Yenangyaung
Yenangyaung är en stad i Myanmar. Den ligger i Magwayregionen, i den centrala delen av landet, 150 km nordväst om huvudstaden Naypyidaw. Yenangyaung ligger 56 meter över havet och folkmängden uppgår till cirka 45 000 invånare.

## Geografi
Terrängen runt Yenangyaung är platt. Runt Yenangyaung är det ganska tätbefolkat, med 199 invånare per kvadratkilometer. Trakten runt Yenangyaung består till största delen av jordbruksmark.

## Klimat
Tropiskt monsunklimat råder i trakten. Årsmedeltemperaturen i trakten är 26 °C. Den varmaste månaden är april, då medeltemperaturen är 36 °C, och den kallaste är december, med 24 °C. Genomsnittlig årsnederbörd är 1 267 millimeter. Den regnigaste månaden är juli, med i genomsnitt 341 mm nederbörd, och den torraste är januari, med 1 mm nederbörd.